# موچیزوکی ۲۱۰۸۹
سیارک ۲۱۰۸۹ (به انگلیسی: 21089 Mochizuki، نامگذاری:1992CQ) بیست و یک هزار و هشتاد و نهمین سیارک کشف شده‌است که در ۸ فوریه ۱۹۹۲ کشف شد.